# Anchitosia queenslandensis
Anchitosia
Genre
Espèce
Anchitosia queenslandensis, unique représentant du genre Anchitosia, est une espèce d'étoiles de mer de la famille des Goniasteridae.

## Description
C'est une Goniasteridae très caractéristique, avec un corps aplati et anguleux qui lui donne un aspect de biscuit. C'est une petite étoile qui ne dépasse pas 5 cm de diamètre, avec des plaques abactinales polygonales, lisses et en léger relief, de couleur rouge vif mais aux sutures plus claires. La ceinture marginale est bien distincte, composée de deux séries (supéromarginales et inféromarginales) de grosses plaques grossièrement rectangulaires. La plaque madréporitique est bien visible, souvent de la couleur claire des jointures ; les papules sont dispersées et discrètes, et on ne voit pas de pédicellaires. 

## Habitat et répartition
C'est une espèce assez rare, qui semble inféodée aux écosystèmes coralliens. On la trouve de l'Australie tropicale (Queensland) à la Nouvelle-Calédonie et au Japon, via l'Indonésie. 

## Systématique
Le nom valide complet (avec auteur) de ce taxon est Anchitosia queenslandensis (Livingstone (d), 1932).
Anchitosia queenslandensis a pour synonyme : Tosia queenslandensis Livingstone, 1932.

### Étymologie
Son épithète spécifique, composée de queensland et du suffixe latin -ensis, « qui vit dans, qui habite », lui a été donnée en référence à sa localité type, Pixie Reef (ceb) au Queensland. 

### Publication originale
- (en) Arthur A. Livingstone, « Asteroidea », Great Barrier Reef Expedition 1928-29 - Scientific Reports, Londres, vol. 4, no 8,‎ 1932, p. 241-265 (lire en ligne, consulté le 29 mai 2025).